# Вайонт
Вайо̀нт (на италиански и на фриулски: Vajont) е село и община в Северна Италия, провинция Порденоне, автономен регион Фриули-Венеция Джулия. Разположено е на 287 m надморска височина. Населението на общината е 1785 души (към 2010 г.).
Селото е било построено и община е била създадена в 1971 г. за оцелелите жители на села Ерто и Касо след Катастрофата във Вайонт. Със само 1,59 km² Вайонт е една от най-малките общини в Италия по площ.